# Бизариум музеј
Бизариум музеј је музеј у Холандији, у граду Слаусу, у провинцији Зеланд. Ово је музеј чудних изума, великих проналазача и њихове техничке изузетности. Садржи научне и необичне проналаске генија, као на пример Леонарда да Винчија, Николе Тесле и Атанасија Кирхера.

## О музеју
Бизариум музеј је приватна иницијатива двоје дизајнера Марка де Јонгеа и Ане Геринк.
Бизариум је једини музеј на свету где се налазе проналазци који никада нису реализовани, који су вешто разрађени и који су приказани аутентично. У овом музеју налазе се генијалне, али и нелогичне идеје које су до скоро постојале само на папиру. Овај музеј због тога представља признање претходним проналазачима, али и апел креативним мислиоцима данашњице. Циљ овог музеја је да покаже да идеје никада не нестају, већ да се претварају и напредују у нове, креативне идеје и изуме, као и да промовише научна истраживања, иновације и креативност. Бизариум такође треба да представља похвалу свим сањарима и идеалистима, који се опиру од затвореног ума и правила. 
Срж овог музеја је комбинација инвентивности и креативности у пољима науке, технологије и дизајна.

### Радно време музеја
Радно време музеја је од 11:00 до 18:00. Музеј је затворен у зимском периоду, од октобра до марта.

## Изложена дела
Овде се могу видети нека од изложених дела у Бизариум музеју. За још слика посетити сајт.